# Ecleora dubiosa
Ecleora dubiosa là một loài bướm đêm trong họ Geometridae.